# Georg Schläppi
Georg Schläppi est un tireur sportif allemand.

## Palmarès
Georg Schläppi a remporté l'épreuve Kuchenreuter (original) aux championnats du monde MLAIC organisés en 2002 à Lucques  en Italie .